# Алітерація
Алітера́ція (від лат. ad — до і littera — буква) — стилістичний прийом, який полягає у повторенні однорідних приголосних звуків задля підвищення інтонаційної виразності вірша, для емоційного поглиблення його змістового зв'язку:
Мов водопаду pев, мов битви гук кpивавий, так наші молоти гpиміли pаз у pаз.— I. Франко
На восьме літо у неділю,

Неначе ляля в льолі білій,

Святеє сонечко зійшло...— Т. Шевченко, У Бога за дверима

## Приклади
Приклади алітерацій, де кілька слів починаються в вірші з однієї фонеми:
Тінь там тоне, тінь там десь...— П. Тичина, Я стою на кручі...
Правда, панове, полягла...— укр. народна дума
Алітерація підкреслює звучання окремих слів, виділяючи їх та надаючи їм особливе виразне значення; в народній поезії є рівнозвучність у початкових складах (початковий рим) римованих слів. Ця звукова фігура тут виступає поруч і в сполуці з повтореннями й паралелізмами:
Воротарю, воротаречку,

Утвори ж нам вороточка...
або:
Там риболови рибу ловили

Три риболовці — всі три молодці...
Особливий художній ефект поетичного мовлення досягається при сполученні алітерації з асонансами (Тарас Шевченко:
Гармидер, гамір, гам у гаї
або:
Хто се, хто се по сім боці

Чеше косу? Хто се?— Т. Шевченко
Подеколи поети, звертаючись до алітерації, досягають віртуозності у версифікаційному аспекті. Наприклад, Володимир Кобилянський — автор вірша із суцільною вертикальною тавтограмою та лінійною алітерацією на «с», елегантно перемежованою з асонансами:
Сипле, стеле сад самотній

Сірий смуток — срібний сніг, —

Смутно стогне сонний струмінь,

Серце слуха смертний сміх.

Серед саду смерть сміється,

Сад осінній смуток снить, —

Сонно сиплються сніжинки,

Струмінь стомлено сичить.

Стихли струни, стихли співи,

Срібні співи серенад, —

Срібно стеляться сніжинки —

Спить самотній сад.

## Алітерація в українській поезії
Алітерацію зустрічаємо в українській поезії від найдавніших часів. У Слові о полку Ігоревім є багато таких зразків:
В пятк потопташа поганьія полки половецкия...

Труби трублять в Новіграді...

Стоять стязи...

Сонце світиться...
Українські поети алітераціями користуються залюбки:
Туман, туман та пустота...— Т. Шевченко, Сон
І в термах оргія. Горять

Чертоги пурпуром і златом,

І курять амфори...— Т. Шевченко, Неофіти
або:
Хмари хмарять хвилі —

Сумно сам я, світлий сон...— П. Тичина
Ситом сіє сиві струї

Хтось химерний. Хмар хітон...— Р. Купчинський

## Алітераційний вірш
Також існує поняття як алітераційний вірш — це старогерманський вірш, в якому приголосний звук, що стояв на початку піввірша, повторювався в другому піввірші.